# Copping Syke
Copping Syke var en civil parish från 1858 till 1935 då den blev en del av Wildmore, i grevskapet Lincolnshire, i England. Civil parish var belägen 12 km från Boston och hade 28 invånare år 1921.